# Droga krajowa 8
Die Droga krajowa 8 (kurz DK8, pol. für ,Nationalstraße 8‘ bzw. ,Landesstraße 8‘) ist eine Landesstraße in Polen. Sie führt derzeit von der tschechisch-polnischen Grenze bei Kudowa-Słone, wo sie die tschechische Silnice I/33 fortsetzt, bis zu Raczki bei Suwałki und stellt eine Nordost-Südwest-Achse im polnischen Straßenverkehr dar.
Inzwischen wurde sie auf vielen Abschnitten durch die Schnellstraße S8 ersetzt. Seit der Fertigstellung der Schnellstraße S8 ist die Landesstraße zwischen Magnice bei Breslau und Białystok aus dem Straßennetz verschwunden.
Auf der gesamten Strecke ist die Landesstraße ein Teilstück der Europastraße 67 („Via Baltica“), die von Helsinki/Finnland durch Estland, Lettland, Litauen, Polen bis nach Prag/Tschechien führt.

## Geschichte
Die Landesstraße wurde 1986 eingerichtet und verbindet Strecken mit unterschiedlicher Entstehungsgeschichte.

### Ursprung
1827 war lediglich der kurze Abschnitt zwischen Warschau und Żabia Wola bereits als Chaussee ausgebaut. Von dort aus sollte die damals im Bau befindliche Warschau-Czenstochauer Straße bis Petrikau weitergeführt werden.
In der ersten Hälfte des 19. Jahrhunderts wurden die Landwege in den preußischen Provinzen Posen und Schlesien zu befestigten Kunststraßen (Chausseen) ausgebaut. Die Straße von Breslau über Glatz nach Wien wurde zwischen 1827 und 1833 ausgebaut. 1847–48 wurde auch die Straße von Oels über Groß Wartenberg nach Kempen ausgebaut. Im gleichen Zeitraum entstand auch die Straße zwischen Piotrków Trybunalski und Wieluń. Sie ermöglichte das Wachstum der Textilindustrie in Bełchatów.

### Frühere Strecken und Bezeichnungen
Das im polnischen Straßengesetz vom 10. Dezember 1920 eingeführte Netz der Staatsstraßen (poln.: Drogi państwowe, singular Droga państwowa) umfasste in erster Linie diejenigen Straßen, die zur Hauptstadt Warschau führten:
- 2. Warschau – Piotrków Trybunalski – Tschenstochau
- 5. Warschau – Ostrołęka – Łomża – Augustów – Suwałki – litauische Grenze bei Kaunas
- 6. Warschau – Zambrów – Białystok – Grodno
- 20. Piotrków Trybunalski – Wieluń – Kępno – deutsche Grenze bei Groß Wartenberg

Das 1932 eingerichtete Reichsstraßennetz des Deutschen Reiches umfasste folgende Straßen, die heute Teilstrecken der Landesstraße 8 sind:
- Reichsstraße 6 von Breslau bis Groß Wartenberg
- Reichsstraße 116 von Breslau bis Glatz
- Reichsstraße 150 von Glatz bis Bad Kudowa

Das polnische Staatsstraßennetz war ursprünglich auf die Hauptstadt Warschau ausgerichtet, seine Straßennummern waren ab Warschau im Uhrzeigersinn nummeriert. Die Straße von Warschau nach Bialystok wurde 1949 als Droga państwowa 3 bezeichnet, die Straße von Warschau nach Częstochowa als Droga państwowa 14.
1985 wurde das polnische Straßennetz neu geordnet. Die bisherigen Staatsstraßen (poln.: Drogi państwowe) wurden in Landesstraßen (poln.: Drogi krajowe, singular Droga krajowa) umbenannt und neu nummeriert. Auf der Strecke der heutigen Landesstraße 8 gab es 1985 folgende Landesstraßen:
- Droga krajowa 8 von Warschau über Breslau nach Bad Kudowa
- Droga krajowa 18 von Warschau über Białystok und Sokółka bis zur Staatsgrenze bei Kuźnica
- Droga krajowa 19 von Białystok über Suwałki bis zur Staatsgrenze

Später wurden diese drei Streckenabschnitte zu einer Straße zusammengefügt. Mit der Reform der Nummerierung aller Landesstraßen wurde die heutige Streckenführung der Landesstraße endgültig am 9. Mai 2000 festgelegt.

### Ablösung durch die S8
Zwischen 2004 und 2019 wurde die DK8 zwischen Wrocław und Białystok abschnittsweise durch die S8 (bzw. im Bereich Wrocław durch die A8) ersetzt. Zwischen Wrocław und Wieluń wurde die S8 komplett neu trassiert, während zwischen Warschau und Białystok lediglich Ortsumfahrungen neu trassiert und ansonsten die bestehende Trasse zur Schnellstraße ausgebaut wurde. Im Bereich der neu trassierten Abschnitte wurde die alte DK8 zur Woiwodschaftsstraße herabgestuft.
Von Wieluń bis Łódż bzw. Piotrków Trybunalski weicht die Trasse der S8 deutlich von der alten DK8 ab. Dieser Abschnitt der DK8 wurde (als DK74j) der DK74 zugeschlagen. Im Stadtgebiet von Wrocław ist die ehemalige DK8 heute als DK98 nummeriert. Damit besteht die DK8 nur noch aus zwei Abschnitten: von Kudowa-Słone bis Wrocław, und von Białystok bis Raczki bei Suwałki.

## Wichtige Ortschaften entlang der Strecke
- Kudowa-Zdrój
- Duszniki-Zdrój
- Szczytna
- Polanica-Zdrój
- Kłodzko
- Bardo
- Ząbkowice Śląskie
- Łagiewniki
- Wrocław
- Syców
- Kępno
- Wieruszów
- Wieluń
- Szczerców
- Bełchatów
- Piotrków Trybunalski
- Warszawa
- Marki
- Radzymin
- Białystok
- Augustów
- Suwałki